# Schloss Schmieheim

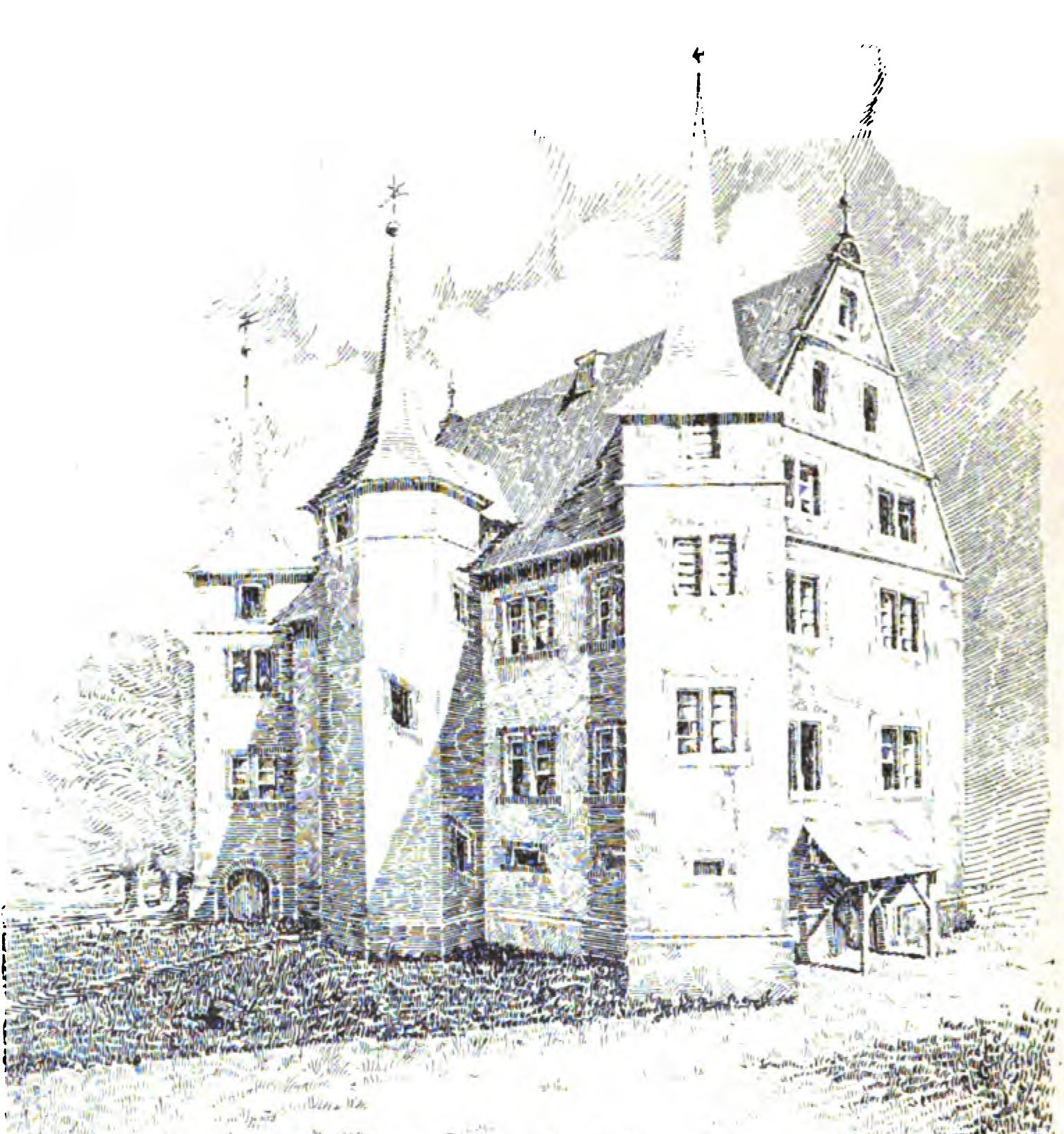
Schloss Schmieheim (1904)

Das Schloss Schmieheim ist ein Renaissanceschloss in Schmieheim, einem Ortsteil der Gemeinde Kippenheim im Ortenaukreis in Baden-Württemberg.

## Erbauungszeit
Der Landsitz wurde am Anfang des 17. Jahrhunderts durch Friedrich Bock von Gerstheim und dessen zweiter Ehefrau Salomone von Fegersheim errichtet. Über dem Kellereingang findet sich die Jahreszahl 1607 mit den Initialen „DB“ (Dominus Bock). Am Portal des Küchentrakts wurde hingegen die Jahreszahl 1608 mit dem Bock’schen Wappen angebracht. Eine weitere Jahresinschrift, hier mit dem Jahr 1609, findet sich in einer Sandsteintafel am Treppenturm, gemeinsam mit einer Inschrift, die um Gottes Schutz für das Haus bittet. Die Erbauer des Schlosses ließen sich mit einem Allianzwappen im Renaissancestil verewigen, die zugleich ihre Initialen „F. B. V. G“ (Friedrich Bock Von Gerstheim) und S. B. G. V. F. (Salome Bock geborene Von Fegersheim), zusammen mit der Jahreszahl 1610 zeigt. Diese Wappentafel ist heute im Turm angebracht.

## Geschichte
Die Herrschaft über den Ort Schmieheim teilten sich zur Erbauungszeit die beiden verwandten reichsritterschaftlichen Familien Böcklin von Böcklinsau und Bock von Gerstheim, beides Geschlechter des Straßburger Patriziats, die aber zugleich im Reichsritterschaftskanton Ortenau immatrikuliert waren. Während die Böcklin sich mit dem Schloss Balthasar eine Residenz im nahegelegenen Rust errichteten, bauten sich die Bock von Gerstheim ihr Schloss in Schmieheim. Lang blieb das Gebäude jedoch nicht in ihrem Besitz. 1671 erbte es der Enkel der Erbauer, Freiherr Dagobert Wurmser von Vendenheim zu Sundhausen. 1711 fiel es an dessen Enkelin und ging über sie 1711 an deren Ehemann über, Freiherr Friedrich Ludwig Waldner von Freundstein. In den folgenden Jahren blieb es in der Familie der Waldner. In späteren Zeiten stand das Schloss jedoch immer wieder leer und war über lange Zeit dem Verfall preisgegeben. 1904 etwa schrieb Franz Xaver Kraus, dass es sich „in ungemein schlechtem Zustande“ befunden habe. 1925 verkaufte es der letzte Besitzer aus der Familie Waldner an die Gemeinde Schmieheim, die im Schloss einen Kindergarten betrieb und in der Nachkriegszeit auch Flüchtlinge darin unterbrachte. Anfang der 60er Jahre wurde das baufällige Schloss aufwändig restauriert und befindet sich heute im Besitz der Gemeinde Kippenheim, zu welcher Schmieheim seit 1972 gehört.

## Baubeschreibung
Die Schlossanlage besteht aus einem Haupthaus mit Kellergeschoss und zwei Obergeschossen sowie einem steilen Satteldach. Vor dem Gebäude angebaut finden sich zwei über Eck gestellte, rechteckige Türme und dazwischen ein sechskantiger Treppenturm mit spätgotischem Portal als Hauptzugang des Gebäudes. Die Türme tragen spitze Helme, die Giebel des Haupthauses hingegen werden oben von Muscheln mit Aufsätzen abgeschlossen. Erbaut wurde das Schloss auf unsicherem, von Sand durchsetzem Lehmboden, der wesentlich zu den Schäden im Mauerwerk über die Jahrhunderte beitrug. Das Gemäuer wurde außen hell verputzt und die Fenster farbig eingefasst. Diese Gestaltung wurde auch in den modernen Renovierungen wieder aufgegriffen. Diese, insbesondere die umfangreichen Rettungsmaßnahmen 1960/61, gelten als „Musterbeispiel schöpferischer Denkmalpflege“.